# Microdontosaurus
Microdontosaurus là tên không chính thức cho một chi khủng long chưa được mô tả sống ở Trung Quốc.